# Море, Эрве
Эрве Море (фр. Hervé Maurey)  — французский политик, сенатор от департамента Эр, мэр города Берне.

## Биография
Внук Макса Море, драматурга и директора театра, и сын Марселя Море, директора театра Варьете, Эрве Море окончил университет Париж II в 1983 году и Институт политических исследований в 1985 году, получил степень магистра права. Работал в консалтинговых компаниях. Одновременно в 1983-1987 годах входил в состав совета поселка Бонвиль-Апто в департаменте Эр.
Активная политическая деятельность Эрве Море началась в 2001 году, когда в результате муниципальных выборов он был избран вице-мэром города Берне, а в 2003 году возглавил городскую администрацию. В 2008 и 2014 годах он возглавлял правые  списки на муниципальных выборах в Берне и в обоих случаях одерживал победу. В 2004-2009 годах занимал место советника от кантона Берне-Уэст в Генеральном совете департамента Эр.
В сентябре 2008 года Эрве Море впервые был избран в Сенат, а в октябре 2014 года на очередных сенаторских выборах возглавил правый список и был переизбран. С октября 2014 года возглавляет сенатский комитет по территориальному планированию и устойчивому развитию. 

## Занимаемые выборные должности
1983 — 1987 — мэр коммуны Бонвиль-Апто

2001 — 2003 — вице-мэр города Берне

с 01.01.2003 — мэр города Берне

28.03.2004 — 13.12.2009 — член Генерального совета департамента Эр от кантона Берне-Уэст 
 
с 01.10.2008 — сенатор от департамента Эр 

с 13.12.2015 — член Регионального совета Нормандии

## Награды
- Кавалер ордена Почётного легиона (13 июля 2006 года)[3].
- Орден «За заслуги» III степени (23 августа 2017 года, Украина) — за весомый личный вклад в укрепление международного авторитета Украинского государства, популяризацию её исторического наследия и современных достижений[4].
- Памятный знак Туркменистана «Magtymguly Pyragynyň 300 ýyllygyna» (11 октября 2024 года, Туркменистан) — за особые заслуги в изучении и популяризации в мире творческого наследия великого мыслителя и поэта Махтумкули Фраги, наращивании отношений с независимым нейтральным Туркменистаном, укреплении между народами уз дружбы, братства и сотрудничества в эру Возрождения новой эпохи могущественного государства, а также по случаю 300-летия туркменского поэта-классика Махтумкули Фраги[5].